# Sylvia Day
Sylvia Day (11 de març de 1973) és una escriptora nord-americana d'origen japonès, que ha arribat a ser el número 1 en vendes del New York Times. Entre les seves obres més venudes es troben No t'amago res, Reflectida en tu i Lligada a tu, totes pertanyents a la sèrie Crossfire. El seu últim llibre, Aftershock, va aconseguir el número 1 en la llista dels més venuts en la seva primera setmana de vendes.

## Història
Va néixer a Los Angeles i va créixer al Comtat d'Orange (Califòrnia). Actualment resideix a Califòrnia al costat del seu espòs i els seus dos fills. Abans de dedicar-se a la escriptura va treballar com intèrpret de rus per a la Intel·ligència Militar de l'Exèrcit dels Estats Units. Actualment, el seu treball l'ha portada a recórrer diversos països com Japó, Alemanya, Jamaica, Holanda i Brasil, entre d'altres.
Sylvia Day ha escrit novel·les romàntiques, de ficció històrica, ficció paranormal, etc., totes elles carregades de molt d'erotisme. També ha publicat sota els pseudònims de Livia Dare i S. J. Day.

## Sèrie Crossfire
És una de les sèries més conegudes de Sylvia Day i ha estat súper vendes a tot el món. La sèrie està composta per les novel·les No t'amago res (Bared to you), Reflectida en tu (Reflected in you), Lligada a tu (Entwined with you), Captivada per tu (Captivated by you) i Som un (One with you).
En aquesta sèrie, es presenta la història de com la recentment graduada Eva Tramell coneix el milionari home de negocis Gideon Cross, i com tots dos tracten de lluitar contra els seus dimonis personals per aconseguir un futur junts. El principi de la sèrie (els 2 primers llibres i la meitat del tercer) està narrada per Eva i la resta per Gideon, per així conèixer tots dos costats de la història.
La novel·la marcada per l'abús sexual infantil i els traumes que comporten en el futur.L'agost de 2013, la distribuidora de cinema i televisió Lionsgate, va adquirir els drets d'autor per adaptar el llibre a la televisió.

## Sèrie Georgian
La sèrie està composta per les novel·les: Suplica'm" (2013), "Sedueix-me" (2014), "Estima'm" (2014) i "No em temptis" (2015).

## Premis
- 2007 Nominada als premis RITA
- 2007 Nominada als premis de la Romantic Times Magazine
- 2008 Nominada als premis RITA
- 2008 Guanyadora dels premis de la Romantic Times Magazine
- 2008 Guanyadora dels National Readers' Choice Award
- 2009 Nominada als premis de la Romantic Times Magazine
- 2009 Guanyadora dels National Readers' Choice Award
- 2010 Guanyadora dels Readers' Crown Award
- 2012 Nominada per Millor romanç en els Goodreads Choice Award
- 2012 Nominada per Millor autor Goodreads en els Goodreads Choice Award